# 拉巴河
拉巴河是俄羅斯北高加索地区的河流，为库班河左支流，由克拉斯諾達爾邊疆區和阿迪格共和國負責管轄，河道全長214公里，流域面積12,500平方公里，河水主要來自雨水和融雪，每年十二月至翌年三月結冰。